# Kopalnia Węgla Kamiennego Tenczynek

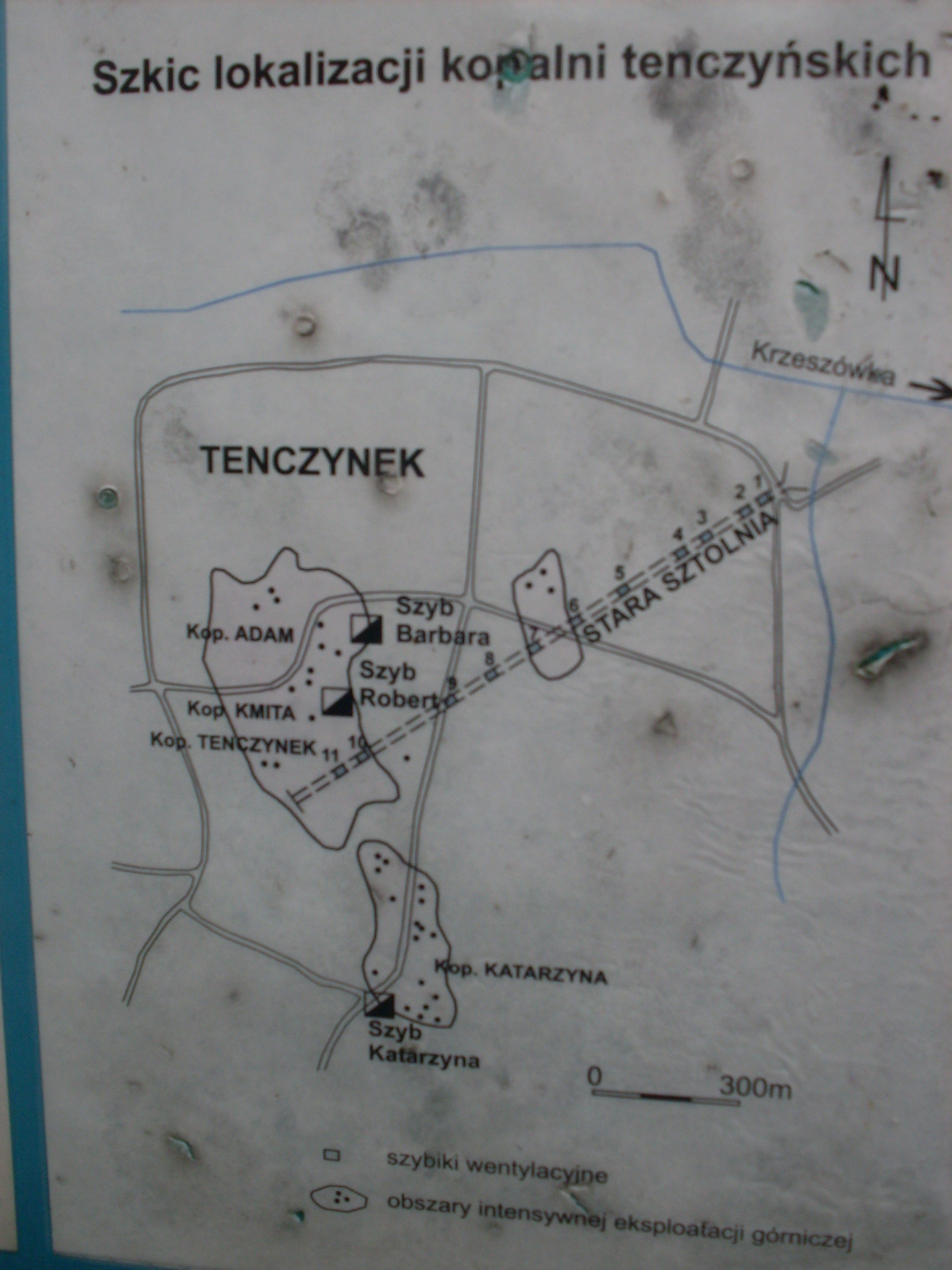
Szkic lokalizacji kopalni tenczyńskich w obrębie kop. Kmita (Szlak Dawnego Górnictwa - Przystanek IX - tablica informacyjna)

Kopalnia Węgla Kamiennego Tenczynek (nazywaną też Szczęść Boże i Bereza) – kopalnia węgla kamiennego w Tenczynku, eksploatowana przez hitlerowców w latach 1939–1945 na wychodniach dawnej kopalni Kmita.
W 1943 wydobyto w niej 9 852 tony węgla. Wybierano w niej dwa pokłady węgla o grubości 0,9 i 0,6 m pracując w bardzo niskich chodnikach. W jej sąsiedztwie znajdowały się: Kopalnia Węgla Kamiennego Adam oraz Kmita.